# Memories and Impressions of Helena Modjeska

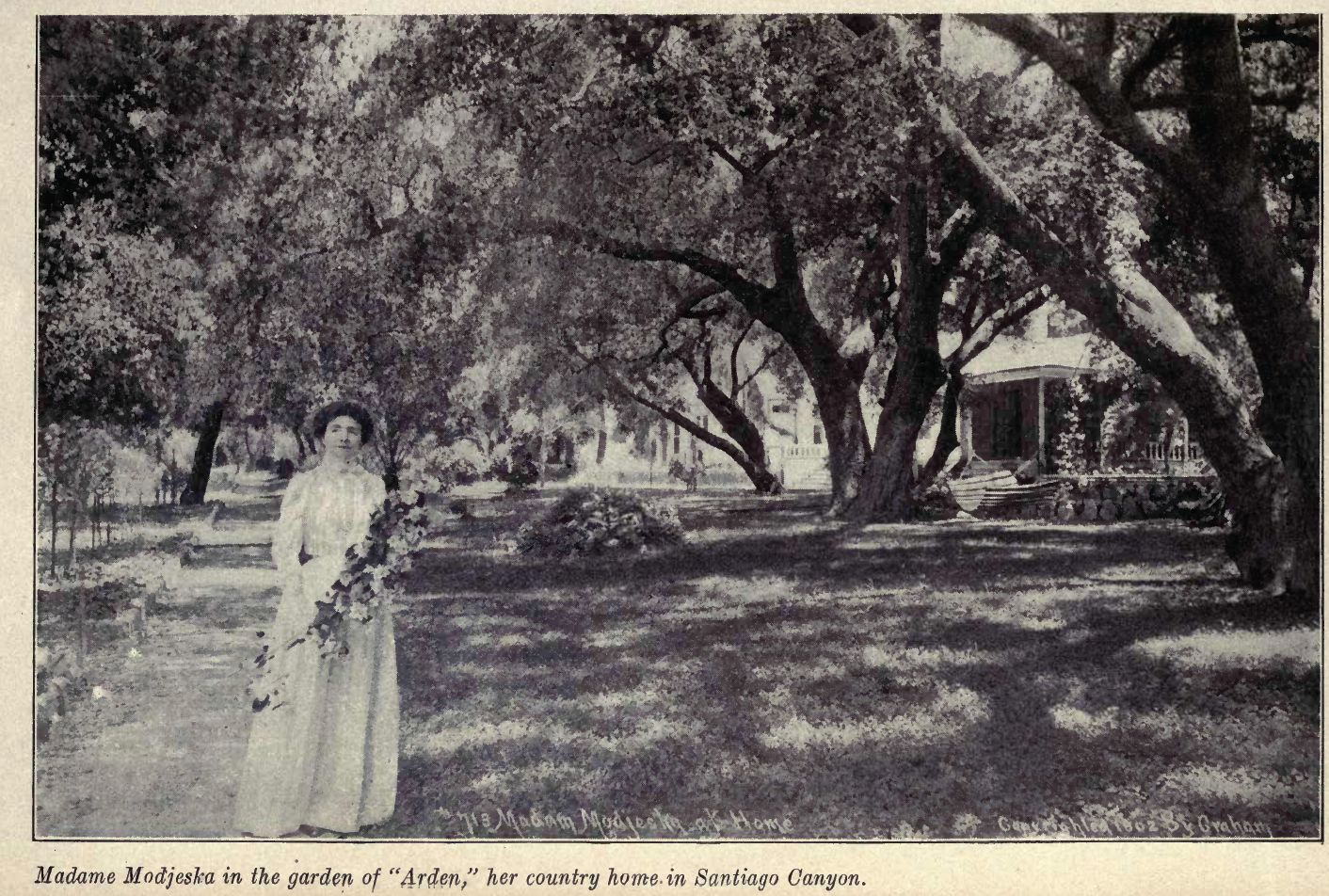
Helena Modrzejewska przed swoim amerykańskim domem w Santiago Canyon

Memories and Impressions of Helena Modjeska. An Autobiography – autobiografia polskiej aktorki Heleny Modrzejewskiej napisana po angielsku w Stanach Zjednoczonych. Dzieło zostało opublikowane pośmiertnie w 1910 nakładem nowojorskiej oficyny The Macmillan Company. Publikacja jest bogato ilustrowana. Zawiera ponad osiemdziesiąt zdjęć. Książka Modrzejewskiej została wydana w wersji polskiej jako Wspomnienia i wrażenia w 1929. Wprowadzenie do swojego życiorysu (Introduction) Modrzejewska rozpoczęła słowami: The car comes to a stop. After several years of absence I am in Poland again.